# Crotaphytus collaris
Crotaphytus collaris (кротафіт комірцевий) — представник роду Crotaphytus з родини Леопардових ящірок. Має 6 підвидів.

## Опис
Загальна довжина сягає 35 см. Самці зверху жовтуваті, світло—помаранчеві, зеленувато—сірі з дрібними світлими плямочками. Вдовж спини тягнуться 5—6 світлі вузькі поперечні смуги. На рівні передніх лап з кожного боку є яскраво—чорний поперечний нашийник, який облямовано білуватими або жовтуватими лініями. Голова зверху світло—сірого або білуватого забарвлення з дрібними темними плямами. Передні лапи яскравого синьо—зеленого кольору, задні синювато—зелені зі світлими плямочками. Може в залежності від освітлення змінювати колір.

## Спосіб життя
Полюбляє пустельні та скельні, кам'янисті місцини. Активний вдень. Швидка тварина. Харчується комахами, дрібними хребетними квітами, листям і плодами.
Це яйцекладна ящірка. Самиця відкладає 5—10 яєць. за сезон буває 2 кладки. Через 3 місяці з'являються молоді ящірки.

## Розповсюдження
Мешкає у південно-західних штатах США та на півночі Мексики.

## Підвиди
- Crotaphytus collaris auriceps
- Crotaphytus collaris collaris
- Crotaphytus collaris baileyi
- Crotaphytus collaris fuscus
- Crotaphytus collaris nebrius
- Crotaphytus collaris melanomaculatus